# Ottoville (Ohio)
Pour les articles homonymes, voir Ottoville.
Ottoville est un village américain situé dans le comté de Putnam, dans l'Ohio. Selon le recensement de 2010, sa population est de 976 habitants.